# Hollywood Heights
Hollywood Heights est une série télévisée américaine en 80 épisodes de 45 minutes créée par Josh Griffith dont les quarante premiers épisodes ont été diffusés entre le 18 juin et le 10 août 2012 sur Nickelodeon dans le bloc de programme Nick at Nite et les quarante derniers épisodes entre le 13 août et le 5 octobre 2012 sur la chaîne TeenNick. C'est l'adaptation de la série mexicaine Alcanzar una estrella (es) diffusée en 1990.
En France, la série est diffusée depuis le 4 mars 2013 sur MTV. Néanmoins, elle reste inédite dans les autres pays francophones. 

## Distribution

### Acteurs principaux
- Brittany Underwood (en) : Loren Tate
- Cody Longo († 2023)[2] : Eddie Duran
- Melissa Ordway (VF : Chloé Berthier) : Cynthia Kowalski / Chloe Carter
- Justin Wilczynski (VF : Hervé Grull) : Tyler Rorke
- Jama Williamson (en) (VF : Laura Blanc) : Nora Tate
- Carlos Ponce : Max Duran
- Nick Krause (VF : Alexandre Nguyen) : Adam
- Ashley Holliday (en) (VF : Jessica Monceau) : Melissa Sanders
- Daphne Ashbrook : Jackie Kowalski
- Brandon Bell (en) : Jake Madsen
- Shannon Kane (en) (VF : Ingrid Donnadieu) : Traci Madsen
- Grayson McCouch (en) : Don Masters
- Hunter King (en) (VF : Leslie Lipkins) : Adriana Masters
- Robert Adamson (VF : Olivier Martret) : Phil Sanders
- Yara Martinez : Kelly
- Brian Letscher : Gus Sanders
- Meredith Salenger (VF : Guylène Ouvrard) : Lisa Sanders
- Merrin Dungey : Ellie Moss

### Acteurs secondaires
- Tina Huang : Lily Park
- Rick Otto (VF : Nicolas Buchoux) : Colorado
- James Franco (VF : Nessym Guetat) : Osborne Silver
- Vince Jolivette : Connor Morgan
- Wyatt Nash (en) : Cameron
- Eric Tiede (VF : Stanislas Forlani) : Ian
- Brianne Davis (en) : Grace
- Josie Davis : Daphne Miller
- Joe Reegan : Steven
- Megan Follows : Beth
- Kelli Goss (en) : Kim
- Danielle Savre : Lia
- Colby Paul : Jeremy
- David Lim : Smith
- James Shanklin : Joe Gable

 Source et légende : version française (VF) sur RS Doublage